# Amtsgericht Ettenheim

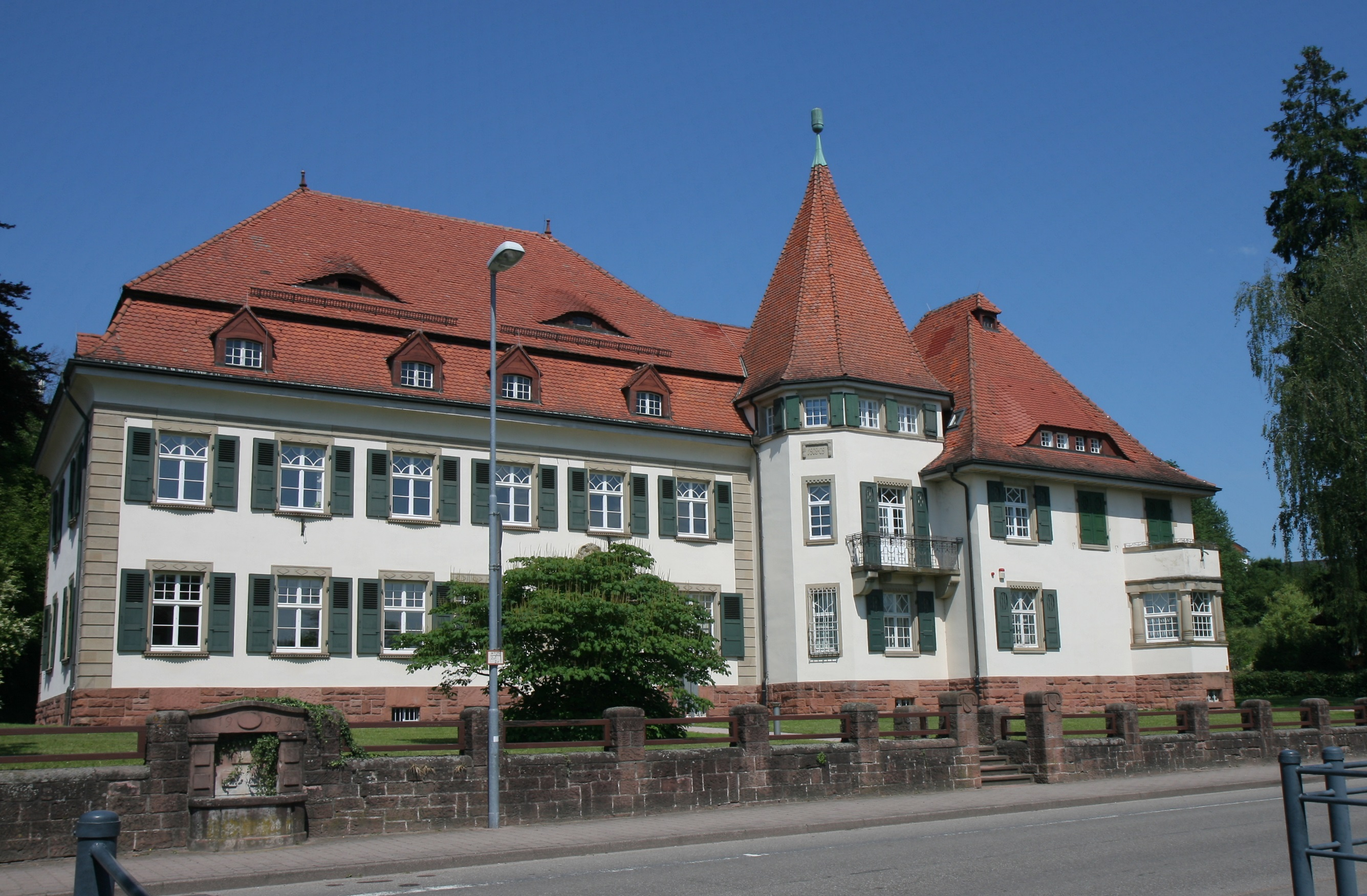
Gerichtsgebäude

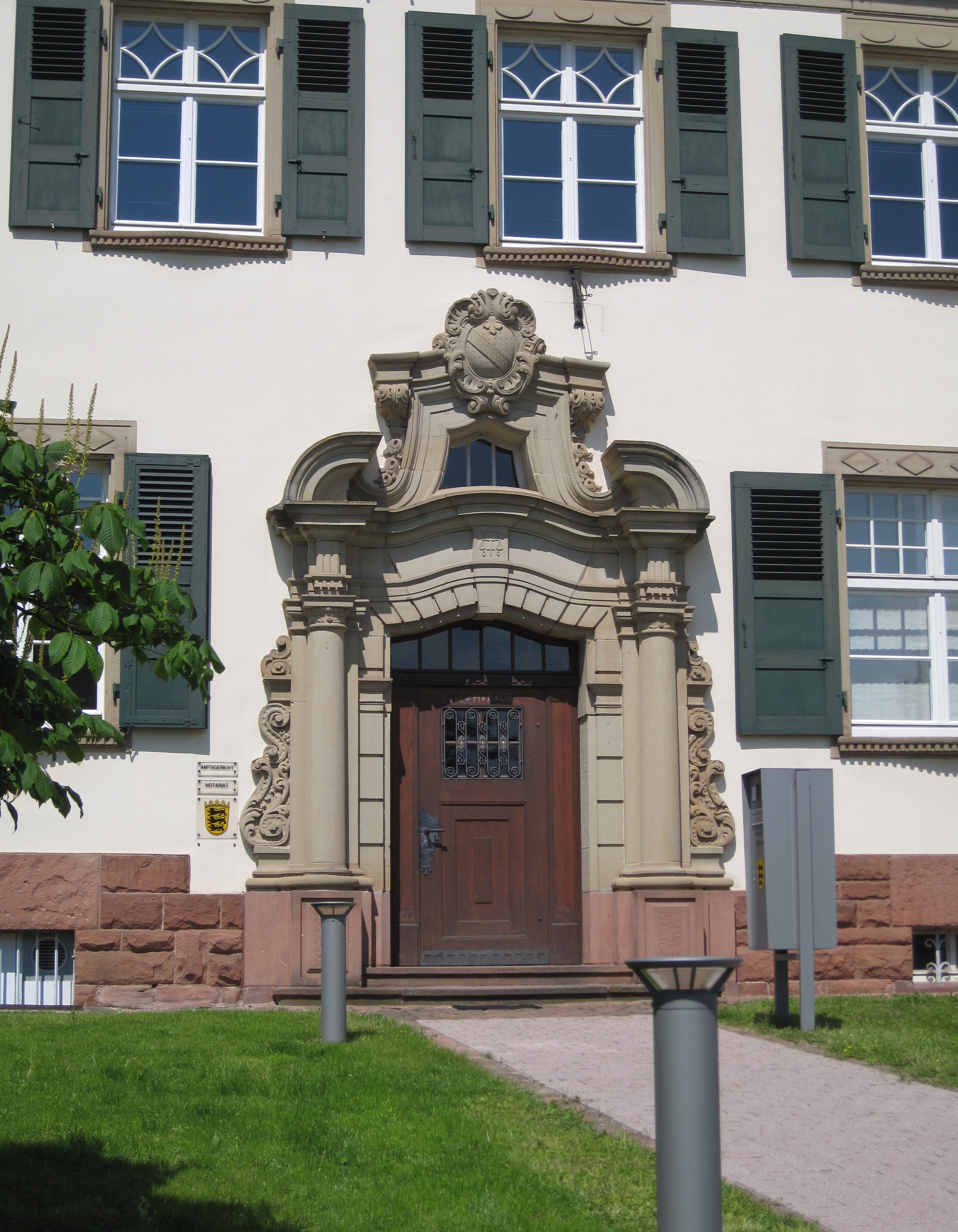
Portal

Das Amtsgericht Ettenheim ist ein Gericht der ordentlichen Gerichtsbarkeit und eines von zehn Amtsgerichten (AG) im Bezirk des Landgerichts Freiburg.

## Gerichtssitz und -bezirk
Sitz des Gerichts ist Ettenheim. Der Gerichtsbezirk umfasst die Städte Ettenheim und Mahlberg sowie die Gemeinden Kappel-Grafenhausen, Ringsheim und Rust. Damit leben im Gerichtsbezirk etwa 30.100 Menschen (Stand: 31. Dezember 2018).

## Zuständigkeit
Da das Amtsgericht Ettenheim nur ein sehr kleines Gericht ist, ist es nur für allgemeine Zivilsachen und Strafrichtersachen zuständig. Außerdem führt es das Vereins- und Güterrechtsregister.
Zuständig für Familiensachen und Schöffengerichtssachen im Bezirk des AG Ettenheim ist das Amtsgericht Emmendingen, für Zwangsversteigerungssachen das Amtsgericht Lahr, für Landwirtschaftssachen und Insolvenzsachen das Amtsgericht Freiburg im Breisgau und für Mahnsachen das Amtsgericht Stuttgart als zentrales Mahngericht.

## Übergeordnete Gerichte
Dem Amtsgericht Ettenheim unmittelbar übergeordnet ist das Landgericht Freiburg. Zuständiges Oberlandesgericht ist das Oberlandesgericht Karlsruhe und in Zivilsachen seine Außensenate in Freiburg.

## Besonderheit
Das Amtsgericht Ettenheim gehört, obwohl es im Ortenaukreis liegt, der mit dem Landgericht Offenburg über ein eigenes Landgericht verfügt, zum Bezirk des Landgerichts Freiburg.